# Льютон, Вэл
Вэл Льютон (англ. Val Lewton; имя при рождении — Владимир Гофшнейдер, после эмиграции в США — Левентон; 7 мая 1904, Ялта, Российская империя — 14 марта 1951, Лос-Анджелес, США) — американский кинопродюсер, писатель и сценарист, более всего известный благодаря своим низкобюджетным фильмам ужасов для студии РКО в 1940-е годы.

## Биография
Начав творческую карьеру как «многогранный и плодовитый автор романов, документальных и поэтических книг, в начале 1930-х годов Льютон попал в кино, где стал работать под руководством продюсера Дэвида О. Селзника».
С 1942 года на студии РКО Льютон стал продюсером "некоторых из самых памятных триллеров и фильмов ужасов Голливуда — «Люди-кошки» (1942), «Я гуляла с зомби» (1943), «Седьмая жертва» (1943), «Похититель тел» (1945), «Остров мёртвых» (1945) и «Бедлам» (1946). Среди этих «стильных низкобюджетных фильмов ужасов, выделяются атмосферические „Люди-кошки“ (1942), увлекательно мрачный „Я гуляла с зомби“ (1943) и наводящий страх „Бедлам“ (1946)». Настоящий «новатор жанра хоррор», Льютон "снимал фильмы о зомби, похитителях тел и сатанистах, и, как заметил режиссёр Мартин Скорцезе, фильмы Льютона были «чудесно изобретательными, красиво поэтичными и глубоко тревожными… это одни из величайших сокровищ, которые у нас есть». Фильмы ужасов Льютона составили «творческое наследие, уникальное в истории кино».
Его «психологически насыщенные работы, к некоторым из которых он сам написал сценарий, были сделаны в сотрудничестве с режиссёрами Жаком Турнёром, Робертом Уайзом и Марком Робсоном». Вероятно, самое лучше сотрудничество у Льютона сложилось с Жаком Турнёром, который работал с Льютоном ещё на «Метро», и поставил с ним фильмы «Люди-кошки», «Я гуляла с зомби» и «Человек-леопард».

## Ранние годы
Вэл Льютон (имя при рождении — Владимир Гофшнейдер) родился в Ялте, Российская империя, 7 мая 1904 года в еврейской семье. Его мать Анна Яковлевна Гофшнейдер-Левентон (в эмиграции Нина Левентон и Льютон; 10 декабря 1874, Кишинёв — 26 февраля 1967, Лос-Анджелес), старшая сестра актрисы Аллы Назимовой, в 1905—1906 годах редактировала в Ялте ежемесячный журнал еврейской учащейся молодёжи «Молодая Иудея», в котором дебютировал начинающий поэт С. Я. Маршак; вышла замуж за купца Маркуса Исаевича Гофшнейдера, но этот брак оказался недолговечным.
В 1906 году, оставив мужа, Анна Гофшнейдер-Левентон переехала с сыном и дочерью Ольгой в Берлин (где жил её брат Владимир Левентон), а в 1909 году — в США (где жила сестра). В США они поселились в Нью-Йорке у младшей сестры Нины, знаменитой американской театральной (а впоследствии и голливудской) актрисы Аллы Назимовой (урождённой Левентон), которая уехала в Америку в 1906 году и к тому времени уже добилась крупного успеха на Бродвее.
В 1920 году 16-летний Льютон был «уволен в должности репортёра газеты „Дэриен-Стэмфорд ревью“ после того, как выяснилось, что статья, которую он написал о партии кошерных кур, умирающих от нью-йоркской жары, оказалась выдумкой». Сменив имя, Вэл Льютон (Wladimir Ivan Lewton) некоторое время учился в Колумбийском университете, а затем работал журналистом. Льютон писал для газет и журналов, а также начал писать художественные произведения, часто используя псевдонимы, чтобы скрыть своё авторство.

## Литературная карьера
Ещё до того, как он начал делать фильмы, «Льютон стал вполне состоявшимся писателем, написав в общей сложности 10 романов, шесть документальных книг, книгу стихов и даже порнографическую книгу „Ясмин“ (или „Грушенская“)».
В 1932 году Льютон написал ставший бестселлером роман «Не её кровать», рассказывающий историю безработной молодой женщины в Нью-Йорке в разгар Великой депрессии в 1931 году. Главная героиня романа, «уволенная с работы офисная стенографистка, проходит путь от респектабельного (хотя и где-то безответственного) положения к самым низким глубинам, занимаясь всем, чем только можно, чтобы выжить, включая проституцию». В 1936 году под псевдонимом Космо Форбс он опубликовал роман «Там, где поёт кобра».

## Работа на киностудии «Метро» и с продюсером Дэвидом О. Селзником (1932—1941)
«Благодаря Назимовой, Льютон, в конце концов, нашёл свою дорогу в Голливуд. Его мать с помощью сестры была взята на работу в отдел историй нью-йоркского офиса студии „Метро“ (позднее переименованную в „Метро-Голдвин-Майер“), и в 1928 году устроила Вэла на работу в отдел рекламы этой студии (впоследствии Нина Льютон возглавляла нью-йоркский офис отдела историй и занималась переводами с немецкого языка). К этому времени он уже опубликовал два романа». Льютон писал рекламные тексты, а также новеллизации популярных фильмов для публикации в журналах, которые иногда собирались вместе в единую книгу и издавались.
В 1932 году после успеха его романа «Не её кровать» Льютон уволился из «Метро», чтобы сосредоточиться на литературной деятельности, однако три последующих романа, вышедшие в том же году, не смогли повторить его успех. Когда же к матери Льютона обратился «продюсер Дэвид О. Селзник с просьбой найти ему сценариста на плановый фильм по повести Николая Гоголя „Тарас Бульба“ (так и не поставленный), она предложила собственного сына, один из романов которого был литературной халтурой на русскую тему под названием „Шашка казака“». Хотя фильм «Тарас Бульба» так и не был поставлен, в 1933 году «Льютон получил постоянную работу у Селзника, где проработал в течение восьми лет в качестве редактора сценариев и мастера на все руки», в том числе, агента по авторским правам и посредника в отношениях с голливудскими цензурными органами.
Льютон впервые стал известен в кино как один из постановщиков революционных сцен в Бастилии в исторической драме по роману Чарльза Диккенса «История двух городов» (1935). Он также придумал знаменитую съёмку с операторского крана для фильма «Унесённые ветром» (1939), где Скарлетт проходит сквозь бесконечные ряды мёртвых и раненых солдат Конфедерации. Он также работал на фильмах Селзника «Звезда родилась» (1937) и «Ребекка» (1940).

## Работа на студии РКО (1942—1946)
В 1942 году Льютон перешёл на работу в «РКО Радио Пикчерс», «практически обанкротившуюся компанию после финансового провала шедевров Орсона Уэллса „Гражданин Кейн“ (1941) и „Великолепные Эмберсоны“ (1942)». Льютона взяли в качестве «продюсера серии низкобюджетных фильмов ужасов, и всё, что он сделал на этой должности, стало историей». Льютон был взят с тремя условиями: бюджет каждого из его фильмов не должен превышать 150 тысяч долларов, продолжительность каждого фильма не должна превышать 75 минут, а названия фильмам будет давать само руководство студии. В итоге, Льютон стал продюсером «многих знаменитых и высоко ценимых фильмов категории В, которые отличались низкими расходами и большой прибыльностью».

### Особенности продюсерской работы Льютона на РКО
Как продюсер РКО Льютон стал специализироваться на «низкобюджетных, но крайне эффективных страшилках, выступив одновременно соавтором сценариев некоторых из них». Льютон часто сам предлагал свои истории и «нанимал авторов, которые их писали, но окончательный вариант писал всегда он сам». Он «насколько точно готовил сценарии, что было понятно, что конкретно он хотел получить от своих режиссёров», то есть «практически сам» создавал свои фильмы. При этом он никогда не указывал своё имя в титрах как сценариста, за исключением двух случаев — «Похитители тел» и «Бедлам» — когда он использовал псевдоним Карлос Кит, которым ранее подписал свой роман «Там, где поёт кобра».
Льютона не устраивала идея «просто делать быстрые и лёгкие ужастики. Он создал школу поэтического киномастерства по девизом „меньше-это больше“, в рамках которой шоковые эффекты были заменены тенями и звуками, а то, что не было видно, часто пугало не меньше, чем то, что показывалось». Льютон создавал ощущение «ужаса происходящего, используя чёрно-белую съёмку, тени и силу намёков — он никогда не показывал всего, что происходит — зритель только слышал или видел отражения на стенах или в воде». Эта формула внушала зрителю иллюзию, что он как будто «бредёт по улице, где свет всегда рассеян, чёрный никогда не является полностью чёрным, а непроницаемость вынуждает постоянно напрягаться, чтобы разглядеть что-либо более отчётливо. Эффект таков, как будто смотришь в замочную скважину и в шоке чувствуешь холодный палец на своей шее». «Его фильмы околдовывают зрителя, приглашают в мир грёз и подчиняют его, передавая в руки лукавого гипнотизёра». Утончённые и умные страшные картины Льютона «нашли горячую поддержку у влиятельного критика Джеймса Эйджи, который в 1940-е годы давал самую высокую оценку творчеству Льютона в своих кинообзорах в журналах „Тайм“ и „Нейшн“».

### Фильмы Льютона на студии РКО
За всего лишь трёхлетний период в 1940-е годы «продюсер Вэл Льютон создал некоторые из самых влиятельных и умных психологических фильмов ужасов за всю историю. Он привнёс глубину в фильм категории В, оказав влияние на бессчётное число независимо мыслящих голливудских кинематографистов в последующие годы. Первой, и, вероятно, лучшей работой Льютона, стал фильм ужасов „Люди-кошки“ (1942)»". Поставленный по сценарию ДеВитта Бодина, написанному при содействии Турнёра и Льютона, фильм рассказывает о проживающей в Нью-Йорке девушке из древнего сербского народа, представители которого во время сильного эмоционального возбуждения могут превращаться в диких кошек. «Это был фильм Льютона, и он контролировал в нём практически всё. Его главной чертой, как и большинства последующих фильмов Льютона, является отсутствие стандартного страшного чудовища». До Льютона фильм ужасов строился вокруг чудовищного зверя, созданного с помощью техники и грима. Однако Льютон решил, что «страшнее будет сформировать вокруг героев неясную и тревожную психологическую атмосферу. Психо-сексуальные комплексы главной героини стали идеальным примером его творческого метода». Созданный всего за 134 тысячи долларов, фильм принёс почти 4 миллиона долларов, и был самым кассовым фильмом РКО в том году. «Люди-кошки» «спасли РКО, и на какое-то время Льютон стал героем студии». В 1993 году этот фильм был признан имеющим большое культурное значение и передан на сохранение в Национальный кинореестр США.
После этого успеха Льютон получил возможность делать фильмы с минимальным вмешательством со стороны студии, что позволяло ему воплощать в жизнь своё видение, делая акцент на зловещие намёки и темы экзистенциальной неоднозначности. Второй фильм ужасов Льютона и Турнёра «Я гуляла с зомби» (1943) рассказывал о канадской медсестре, которая прибывает на карибский остров Сан-Себастьян для ухода за женой владельца сахарной плантации. Она сталкивается с загадочным состоянием своей пациентки, которая либо психически больна, либо околдована таинственным культом, либо превратилась в зомби. Однако это не фильм о зомби, так как делает значительный акцент на глубокое отражение карибской культуры и верований вуду. Как и его предшественник «Люди-кошки», он опирается «не столько на спецэффекты, сколько на мрачные психологические кошмары, чисто кинематографическими средствами выстраивая саспенс с помощью создания соответствующей атмосферы. В этих двух фильмах Жак Турнёр показал себя мастером, наилучшим образом способным перенести видение Льютона на экран… Хотя „Люди-кошки“ ценится больше, чем любой другой фильм Льютона, „Зомби“ производит не менее гипнотическое воздействие. Напоминая историю Джейн Эйр с добавлением элементов Вуду, фильм имеет поразительно богатый ассоциативный визуальный стиль».
Третья совместная работа Льютона и Турнёра, фильм ужасов «Человек-леопард» (1943) поставлен по книге «Чёрное алиби» (1942) американского криминального писателя Корнелла Вулрича. Его действие происходит в маленьком городке в штате Нью-Мексико, где из клетки убегает пантера, после чего в округе появляются искалеченные человеческие трупы. Однако казалось бы очевидный ответ на вопрос об убийце оказывается не столь простым. «Хотя „Леопард“ не дотягивает до уровня предыдущих двух фильмов, тем не менее это захватывающий и увлекательный психологический триллер с жуткими тенями и оттенками серого и чёрного, которые могут быть поразительно свирепыми».
После успеха этих картин режиссёр Турнёр пошёл на повышение, и стал ставить фильмы категории А, а Льютон сделал режиссёрами своих фильмов молодых сотрудников студии РКО — Роберта Уайза и Марка Робсона. "Оба имели опыт работы с Уэллсом: на фильмах «Гражданин Кейн» и «Великолепные Эмберсоны» Уайз работал монтажёром, а Робсон был ассистентом режиссёра. На фильме «Люди-кошки» Робсон в свою очередь был монтажёром, после чего поставил пять фильмов Льютона. Уайз был режиссёром трёх картин Льютона, а позднее создал такие классические фильмы, как «День, когда остановилась Земля» (1951), «Ставки на завтра» (1959), «Вестсайдская история» (1961) и «Звуки музыки» (1965).
Первым опытом сотрудничества Льютона и Робсона стал «жуткий, зловещий фильм „Седьмая жертва“ (1943)», в котором молодая наивная девушка приезжает в Нью-Йорк в поисках своей пропавшей сестры, постепенно вовлекаясь в странный потусторонний мир сатанинской секты. Этот «стильный фильм», который отличала «мрачная нуаровая атмосфера с глубокими чёрно-белыми тенями», «предвосхитил современные хорроры с доморощенными ведьмами и проявлениями домашнего зла,… такие как „Ребёнок Розмари“ (1968) с его манхэттанским ведьминским шабашём».
Психологический хоррор Робсона «Корабль-призрак» (1943) рассказывает об офицере торгового флота, который начинает опасаться за безопасность членов экипажа, подозревая, что капитан его корабля сходит с ума. Однако остальная команда считает, что причиной всего являются приведения и проклятие корабля, после чего на борту происходит серия таинственных смертей. «Возможно, один из лучших фильмов режиссёра Марка Робсона, „Корабль-призрак“ считался потерянным на протяжении десятилетий, и одним из наименее известных и самых таинственных из всех триллеров Льютона для РКО». Фильм с успехом начал театральный прокат в канун рождества 1943 года. Однако «несмотря на то, что он основан на оригинальном сценарии, в феврале 1944 года два драматурга выдвинули против студии иск по обвинению в плагиате, после чего фильм исчез из кинотеатров». Лишь в конце 1990-х годов, когда «библиотеку РКО приобрела компания Turner Entertainment, были восстановлены права на прокат фильма в кинотеатрах, на телевидении и видео».
Следующий фильм Робсона, драма «Распоясавшаяся молодёжь» (1944) рассказывала о нарастании молодёжной преступности в небольшом американском городке во время Второй мировой войны, и о том как вернувшийся с войны ветеран смог взять ситуацию под контроль. Эта картина считается одной из худших в фильмографии Льютона.
Поставленный Робертом Уайзом фильм «Проклятие людей-кошек» (1944) «официально был сиквелом классики психологического хоррора Вэла Льютона „Люди-кошки“ (1942), но в действительности был увлекательным и очаровательным фэнтези, рассказанным от лица ребёнка». Фильм рассказывал историю 6-летней девочки, дочери главного героя из фильма «Люди-кошки», которая устанавливает дружбу с являющейся к ней в видениях женщиной-кошкой (которая погибла в финале первого фильма). «Обременённый зловещим названием, продюсер Льютон и сценарист ДеВитт Бодин решили предложить очаровательный взгляд на чудесно безграничное царство детского воображения, и в этом качестве фильм достигает безоговорочного успеха».
«В октябре 1943 года Льютон надеялся укрепить свою репутацию путём выхода из жанра фильма ужасов, и предложил студии сделать историческую драму на основе рассказов Ги де Мопассана» под названием «Мадмуазель Фифи» (1944). Действие фильма происходит в оккупированной французской деревушке во время франко-прусской войны 1870 года, где, чтобы утихомирить зверства жестокого прусского наместника, французы подсылают к нему очаровательную прачку. «Хотя фильм был великолепно поставлен Робертом Уайзом, он провалился из-за своей претенциозности, не говоря о неровной актёрской игре». «Во время предварительных просмотров, аудитория отрицательно отнеслась к финалу фильма, который выглядел как поражение от Пруссии. Фильм слабо показал себя в прокате, потеряв больше денег, чем любой из предыдущих фильмов Льютона».
Следующая работа Роберта Уайза, фильм ужасов «Похититель тел» (1945) был поставлен по одноимённому рассказу Роберта Льюиса Стивенсона. Хотя Льютон участвовал в работе над сценариями практически всех своих фильмов, на этот раз он впервые стал официальным соавтором сценария под псевдонимом Карлос Кит. Действие картины происходит в Эдинбурге в 1831 году, где учёный-медик нанимает извозчика для нелегальной поставки ему свежих трупов с кладбища с целью проведения научных экспериментов. Через некоторое время, извозчик просто начинает убивать людей и путём шантажа вынуждает хирурга покупать их трупы, что приводит к трагической развязке. «Фильм имел скромный бюджет, как и многие другие фильмы РКО 1940-х годов, однако Льютон и Уайз смогли создать пугающую атмосферу, значительно усилив историю. Британским цензорам фильм показался даже слишком сильным, что задержало его выход на британские экраны более чем на 50 лет… Борис Карлофф исполнил в этом фильме одну из своих лучших и самых зловещих ролей», кроме того, «это был последний „серьезный“ фильм ужасов с участием Лугоши, последующие его работы были связаны главным образом с пародиями».
В 1945-46 годах Борис Карлофф сыграл в общей сложности в трёх фильмах студии РКО, продюсером которых был Льютон — «Остров мёртвых», «Похититель тел» и «Бедлам». В 1946 году в интервью Луису Бергу из «Лос-Анджелес таймс» Карлофф поблагодарил Льютона за то, что он спас его от чрезмерно затянувшейся серии фильмов про Франкенштейна на студии «Юнивёрсал». Берг пишет: «Мистер Карлофф очень любит и уважает мистера Льютона как человека, который спас его от вечного образа живого мертвеца и возродил, так сказать, его душу».
Фильм Марка Робсона «Остров мёртвых» (1945) был создан под впечатлением от одноимённой картины швейцарского художника-символиста Арнольда Бёклина. Во время Балканской войны 1912 года на одном из греческих островов, где в связи с эпидемией чумы установлен карантин, происходит серия таинственных убийств, которые предположительно совершила легендарная древняя ведьма. «Не обративший на себя особого внимания во время первого выхода на экран, фильм только выиграл со временем, и по-прежнему смотрится как по-настоящему пугающий саспенс-триллер, а финальная сцена сегодня потрясает так же, как и в момент создания картины».
Действие драмы «Бедлам» (1946) разворачивается в 18 веке вокруг одноимённой психиатрической больницы в Лондоне и навеяно серией гравюр английского художника Уильяма Хогарта. Увидев насколько ужасно там обращаются с пациентами, любовница одного из влиятельных чиновников решает реформировать работу больницы, однако в итоге сама оказывается в ней в качестве пациентки. Дама устраивает бунт, который заканчивается тем, что пациенты живьём замуровывают управляющего больницей в стену здания. «Этот далеко не лучший фильм Льютона, имеющий целый ряд недостатков, служит увлекательным примером того, как жанровый кинематографист пытается работать в рамках жанра и одновременно вырваться за жанровые границы. Самая большая проблема „Бедлама“ заключается в том, что картина стремится быть фильмом ужасов и одновременно серьёзным социологическим трактатом, и просто не в состоянии удовлетворить требования обоих жанров… Но всё-таки это очень привлекательный фильм с двумя звёздными актёрскими ролями… Продюсерская работа также заслуживает внимания, а постановка Марка Робсона полна воображения. И если фильм и не способен примирить хоррор в социологическими аспектами сценария, режиссёр всё равно отлично справляется со своей работой, играя на сильные стороны обоих». В дальнейшем Льютон рассчитывал перейти на фильмы категории А, но «Бедлам» (1946), имея «более крупный бюджет, чем его предыдущие работы, не смог заработать столько денег, насколько рассчитывали. В итоге Льютону было поручено продолжить работу с фильмами более мелкого масштаба».

## Карьера после РКО (1947—1951)
В 1946 году умер постоянно поддерживавший Льютона глава РКО Чарльз Корнер, после чего на студии началась перетряска работников и руководящего состава, в результате которой Льютон после лёгкого инфаркта остался без работы. Нарастающие проблемы со здоровьем, финансовые проблемы Голливуда и некоторые другие проблемы привели к тому, что после этого и до своей смерти в 1951 году Льютон сделал как продюсер всего только три фильма ".
После ухода с РКО Льютон попытался продолжить продюсирование фильмов в других местах, но «ни одна из его последующих картин не имела стиля и привлекательности его низкомасштабных, атмосферических ужастиков». Пока Льютон занимался жанром ужасов, он имел успех, однако «его продюсерские работы в других жанрах не смогли достичь уровня ожиданий студий».
Сначала Льютон переработал неиспользованный ранее сценарий, основанный на жизни Лукреции Борджии. Он понравился актрисе Полетт Годдар со студии «Парамаунт», и в обмен на сценарий Льютон получил работу на студии вплоть до июля 1948 года (Серьёзно переписанный сценарий Льютона лёг в основу фильма «Невеста мести» с Годдар в главной роли, который вышел в 1949 году). Работая на «Парамаунт», Льютон стал продюсером фильма «Моя личная настоящая любовь» (1948), который поставил режиссёр Комптон Беннет. Первый (и последний) проект Льютона на новой студии оказался «совершенно нехарактерной для него сентиментальной работой», в центре которой находится любовный треугольник из бывшей военнопленной, мужчины среднего возраста и его вернувшегося с войны сына. «Этот фильм является лучшим доказательством того, что романтическая мелодрама не была сильной стороной Вэла Льютона».
В 1950 году Льютон после десятилетнего перерыва вернулся на студию «Метро-Голдвин-Майер», где был вынужден окончательно «забросить свои работы в жанре психологического триллера своих дней на РКО». Фильм «Пожалуйста, поверь мне» режиссёра Нормана Таурога был "простой, иногда чересчур упрощённой романтической комедией, созданной главным образом для демонстрации талантов Деборы Керр. Она играет английскую девушку, которой достаётся в наследство богатое ранчо в Техасе, после чего за ней начинают ухаживать три холостяка. «Как оказалось „Пожалуйста, поверь мне“ стала лебединой песней Льютона в кино, он умер вскоре после выхода фильма на экраны».
После этого фильма Льютон ещё раз сменил жанр и начал писать сценарий фильма о знаменитой осаде форта Тикондерога во время Американской войны за независимость в 1777 году. Студия «Юнивёрсал» сделала ему предложение по этой работе, и хотя сценарий так и не был использован, Льютон получил должность продюсера вестерна «Барабаны апачей», который вышел в 1951 году. Действие картины режиссёра Хьюго Фрегонезе протекает в только что отстроенном группой поселенцев-энтузиастов городке на Диком Западе, где угроза неминуемого нападения на него племени апачей позволяет по-новому раскрыться личностям главных героев. Этот фильм обычно рассматривается как наиболее близкий ранним фильмам ужасов Льютона для студии РКО.
Голливудский продюсер Стенли Крамер предложил Льютону работу в качестве ассистента продюсера серии фильмов на студии «Коламбиа». Льютон уволился с «Юнивёрсал» и начал подготовку к работе над фильмом «Мои шесть убеждений» (1952), но в 1951 году после очередного инфаркта умер в Лос-Анджелесе в возрасте 46 лет.

## Семья
- Сестра — Ольга Гофшнейдер, позже Люси Ольга Льютон (23 июня 1900 — 10 июня 2000), оставила книгу воспоминаний «Alla Nazimova, my aunt; a personal memoir»  (1988)[33][34].
- Жена (с 1928) — Рут Нэпп Льютон (Ruth Knapp Lewton, 1906—1994).
  - Сын — Вал Эдвин Льютон (Val Edwin Lewton, 1937—2015), художник и дизайнер-галерист[35][36].
  - Дочь — Нина Льютон Друкман (Nina Lewton Druckman, 1930—1978)[37][38].
- Дядя — Владимир Яковлевич Левентон (18 декабря 1872, Кишинёв — 1939, США), юрист, публицист по экономическим вопросам, сотрудник газеты «Русская мысль» (1907), берлинский корреспондент «Утра России» и «Дня» (псевдоним В. Назимов)[39].
- Тетя — Алла Назимова (настоящее имя — Марем-Идес (Аделаида Яковлевна) Левентон; 21 мая (2 июня) 1879 — 13 июля 1945) — американская кино- и театральная актриса, продюсер и сценарист.

## Фильмография

### Продюсер
- 1942 — Люди-кошки / Cat People
- 1943 — Я гуляла с зомби / I Walked with a Zombie
- 1943 — Человек-леопард / The Leopard Man
- 1943 — Седьмая жертва / The Seventh Victim
- 1943 — Корабль-призрак / The Ghost Ship
- 1944 — Проклятие людей-кошек / The Curse of the Cat People
- 1944 — Распоясавшаяся молодёжь / Youth Runs Wild
- 1944 — Мадемуазель Фифи / Mademoiselle Fifi
- 1945 — Похититель тел / The Body Snatcher
- 1945 — Остров мёртвых / Isle of the Dead
- 1946 — Бедлам / Bedlam
- 1949 — Моя личная настоящая любовь / My Own True Love
- 1950 — Пожалуйста, верь мне / Please Believe Me
- 1951 — Барабаны апачей / Apache Drums

### Сценарист
- 1945 — Похититель тел / The Body Snatcher
- 1945 — Остров мёртвых / Isle of the Dead (в титрах не указан)
- 1946 — Бедлам / Bedlam